# Adenozilkobinamid-GDP ribazoltransferaza
Adenozilkobinamid-GDP ribazoltransferaza (EC 2.7.8.26, CobS, kobalaminska sintaza, kobalamin-5'-fosfat sintaza, kobalamin (5'-fosfat) sintaza) je enzim sa sistematskim imenom adenozilkobinamid-GDP:alfa-ribazol ribazoltransferaza. Ovaj enzim katalizuje sledeću hemijsku reakciju
(1) adenozilkobinamid-GDP + alfa-ribazol {\displaystyle \rightleftharpoons } GMP + adenozilkobalamin
(2)  adenozilkobinamid-GDP + alfa-ribazol 5'-fosfat {\displaystyle \rightleftharpoons } GMP + adenozilkobalamin 5'-fosfat
Kod Salmonella typhimurium LT2, pri anaerobnim uslovima, CobU (EC 2.7.7.62 i EC 2.7.1.156), CobT (EC 2.4.2.21), CobC (EC 3.1.3.73) i CobS (EC 2.7.8.26) katalizuje reakcije biosinteze nukleotidne petlje, kojima se konvertuje adenozilkobinamid (AdoCbi) u adenozilkobalamin (AdoCbl).

## Literatura
- Nicholas C. Price; Lewis Stevens (1999). Fundamentals of Enzymology: The Cell and Molecular Biology of Catalytic Proteins (Third изд.). USA: Oxford University Press. ISBN 019850229X.
- Eric J. Toone (2006). Advances in Enzymology and Related Areas of Molecular Biology, Protein Evolution (Volume 75 изд.). Wiley-Interscience. ISBN 0471205036.
- Branden C; Tooze J. Introduction to Protein Structure. New York, NY: Garland Publishing. ISBN 0-8153-2305-0.
- Irwin H. Segel. Enzyme Kinetics: Behavior and Analysis of Rapid Equilibrium and Steady-State Enzyme Systems (Book 44 изд.). Wiley Classics Library. ISBN 0471303097.

## Spoljašnje veze
- Adenosylcobinamide-GDP+ribazoletransferase на 